# Oxyrhachis dukei
Oxyrhachis dukei är en insektsart som beskrevs av Capener 1962. Oxyrhachis dukei ingår i släktet Oxyrhachis och familjen hornstritar. Inga underarter finns listade i Catalogue of Life.